# كأس بولندا 2007–08
كأس بولندا 2007–08 (بالبولندية: Puchar Polski w piłce nożnej)‏ هو موسم من كأس بولندا. فاز فيه ليغيا وارسو.